# كأس رابطة الأندية الإنجليزية المحترفة 2022–23
كأس رابطة الأندية الإنجليزية المحترفة 2022–23 (بالإنجليزية: 2022–23 EFL Cup)‏ هو الموسم رقم 63 من كأس رابطة الأندية الإنجليزية المحترفة. والمعروفة أيضًا باسم كأس كاراباو (بالإنجليزية: Carabao Cup)‏ لأسباب تتعلق بالرعاية. المسابقة مفتوحة أمام جميع الأندية المشاركة في الدوري الإنجليزي الممتاز و‌دوري كرة القدم الإنجليزية.
يتأهل الفائز في المسابقة إلى الدور الفاصل من دوري المؤتمر الأوروبي 2022–23.
كان ليفربول هو الخاسر بعد أن خسر من
تشيلسي بركلات الترجيح ليحقق رقم قياسي باللقب التاسع في نهائي الموسم المنصرم، لكنه أقصي من قبل مانشستر سيتي في الدور الرابع.
أقيمت المباراة النهائية على ملعب ويمبلي في 26 فبراير 2023 بين مانشستر يونايتد ونيوكاسل يونايتد حيث فاز مانشستر يونايتد بنتيجة 2–0 ليحقق لقبه السادس.

## المشاركة
يشارك في البطولة جميع فرق الدوري الانجليزي الممتاز والبطولة الإنجليزية والدرجة الأولى والثانية وعددهم 92 فريق الذين يمثلون أعلى أربع مستويات في نظام دوريات كرة القدم الإنجليزية.
في الجولة الأولى يشارك 22 فريق من أصل 24 يلعبون في دوري البطولة الإنجليزية وجميع فرق دوري الدرجة الأولى والثانية.
في الجولة الثانية يشارك الفريقان المتبقيان من دوري البطولة الانجليزية اللذان حصلا على المركزين الـ 18 والـ 19 في الدوري الانجليزي الممتاز موسم 2021-22 مع فرق الدوري الانجليزي الممتاز التي لا تشارك في دوري أبطال أوروبا أو الدوري الأوروبي أو دوري المؤتمر الأوروبي.
|                          | الفرق التي تدخل من هذة الجولة                                                                                   | الفرق المتأهلة من الجولة السابقة   | عدد المباريات  | التواريخ                                                                        |
| ------------------------ | --- | ---------------------------------- | -------------- | ------------------------------------------------------------------------------- |
| الجولة الأولى (70 فريق)  | - 24 فريق من دوري الدرجة الثانية - 24 فريق من دوري الدرجة الأولى - 22 فريق من دوري البطولة الانجليزية           | لا يوجد                            | 35             | في خلال الأسبوع الذي يبدأ 8 أغسطس 2022                                          |
| الجولة الثانية (50 فريق) | - فريقان من دوري البطولة الانجليزية - 13 فريق من الدوري الانجليزي الممتاز (الغير مشاركين في البطولات الأوروبية) | 35 فريق الفائزون من الجولة الأولى  | 25             | في خلال الأسبوع الذي يبدأ 22 أغسطس 2022                                         |
| الجولة الثالثة (32 فريق) | 7 فرق من الدوري الانجليزي الممتاز                                                                               | 25 فريق الفائزون من الجولة الثانية | 16             | في خلال الأسبوع الذي يبدأ 7 نوفمبر 2022                                         |
| الجولة الرابعة (16 فريق) | لا يوجد | 16 فريق الفائزون من الجولة الثالثة | 8              | في خلال الأسبوع الذي يبدأ 19 ديسمبر 2022                                        |
| ربع النهائي (8 فرق)      | لا يوجد | 8 فرق الفائزون من الجولة الرابعة   | 4              | في خلال الأسبوع الذي يبدأ 9 يناير 2023                                          |
| نصف النهائي (4 فرق)      | لا يوجد | 4 فرق الفائزون من ربع النهائي      | 4 (ذهاب وإياب) | في خلال الأسبوع الذي يبدأ 23 يناير 2023 في خلال الأسبوع الذي يبدأ 30 يناير 2023 |
| النهائي (فرقتان)         | لا يوجد | الفائزان من نصف النهائي            | 1              | الأحد 26 فبراير 2023                                                            |

## الجولة الأولى
شارك 70 فريق في هذة الجولة: 24 فريق من دوري الدرجة الثانية (المستوى الرابع) و24 فريق من دوري الدرجة الأولى (المستوى الثالث) و22 فريق من دوري البطولة الانجليزية (المستوى الثاني) قسمت القرعة جغرافيًا إلى قسمين (شمال وجنوب) حيث يقابل الفريق منافس له في نفس القسم الجغرافى.
أقيمت الـ 35 مباراة في الفترة من 2 أغسطس 2022 إلى 11 أغسطس 2022

## الجولة الثانية
شارك 50 فريق في هذة الجولة: 35 فريق متأهل من الجولة السابقة وفريقان من دوري البطولة الانجليزية (المستوى الثاني) اللذان لم يشاركا في الجولة السابقة و13 فريق من الدوري الانجليزي الممتاز (المستوى الأول) الغير مشاركين في البطولات الأوروبية قسمت القرعة جغرافيًا إلى قسمين (شمال وجنوب) حيث يقابل الفريق منافس له في نفس القسم الجغرافى.
أقيمت الـ25 مباراة في23 و24 أغسطس 2022

## الجولة الثالثة
شارك 32 فريق في هذة الجولة: 25 فريق متأهل من الجولة السابقة بجانب أرسنال، تشيلسي، ليفربول، مانشستر سيتي، مانشستر يونايتد، توتنهام، وست هام الذين يشاركون ابتداءًا من هذة الجولة لمشاركتهم في دوري أبطال أوروبا ، الدوري الأوروبي أو دوري المؤتمر الأوروبي.
أقيمت القرعة يوم 24 أغسطس 2022. وتحتوي الجولة الثالثة على 19 فريق من الدوري الأنجليزي الممتاز (مستوى أول) و 3 فرق من دوري البطولة الانجليزية (مستوى ثاني) و6 فرق من دوري الدرجة الأولى (مستوى ثالث) و 4 فرق من دوري الدرجة الثانية (مستوى رابع). أقيمت مباريات هذة الجولة في الفترة من 8 نوفمبر 2022 إلى 10 نوفمبر 2022 على النحو التالي
| 8 نوفمبر 2022 | ليستر سيتي (1)               | 3–0   | نيوبورت كونتي (4) | ليستر                                             |
| 19:45         | - جستين 44' - فاردي 70'، 82' | تقرير |                   | الملعب: كينغ باور الحضور: 15081 الحكم: دارين بوند |

| 8 نوفمبر 2022 | بورنموث (1)                                           | 4–1   | إيفرتون (1) | بورنموث                                             |
| 19:45         | - لوي 7' - ستانيسلاس 47' - ماركونديس 78' - أنتوني 82' | تقرير | - غراي 67'  | الملعب: دين كورت الحضور: 10021 الحكم: دارين انجلاند |

| 8 نوفمبر 2022 | بيرنلي (2)                      | 3–1   | كرولي تاون (4) | بيرنلي                                            |
| 19:45         | - بارنز 24' - الزعروري 79'، 90' | تقرير | - تيلفورد 22'  | الملعب: تورف مور الحضور: 6329 الحكم: صامويل باروت |

| 8 نوفمبر 2022 | بريستول سيتي (2) | 1–3   | لينكولن سيتي (3)                      | اشتون جايت                                        |
| 19:45         | - كونواي 80'     | تقرير | - فيرتشيو 6' - هاوس 15' - اوكونور 49' | الملعب: اشتون جايت الحضور: 7961 الحكم: سام اليسون |

| 8 نوفمبر 2022                            | ستيفيناغ بوروه (4) | 1–1 (4–5 ج)                                      | تشارلتون (3) | ستيفيناغ                                          |
| 19:45                                    | - نوريس 22' (ج.)   | تقرير                                            | - أنيكي 87'  | الملعب: طريق برودهول الحضور: 3515 الحكم: توم نيلد |
|                                          | ركلات الجزاء       |                                                  |              |                                                   |
| - روز - كامبل - سويني - بوستويك - تايلور |                    | - كلير - فورستير كاسكى - راكساكي - أنيكي - فريزر |              |                                                   |

| 8 نوفمبر 2022 | ميلتون كينز دونز (3)     | 2–0   | موركامب (3) | ميلتون كينز                                |
| 19:45         | - اوهورا 18' - دينيس 51' | تقرير |             | الملعب: ام كيه الحضور: 1674 الحكم: بن تونر |

| 8 نوفمبر 2022                                      | برينتفورد (1) | 1–1 (5–6 ج)                                               | غيلينغهام (4) | برينتفورد                                               |
| 19:45                                              | - توني 3'     | تقرير                                                     | - ماندرون 75' | الملعب: ملعب برينتفورد الحضور: 16278 الحكم: تيم روبنسون |
|                                                    | ركلات الجزاء  |                                                           |               |                                                         |
| - توني - قدوس - داسيلڤا - مبيومو - جنسن - دامسغارد |               | - ماندرون - اديلاكون - رايت - الكسندر - كاشكيت - مكدونالد |               |                                                         |

| 9 نوفمبر 2022                                                                              | وست هام (1)                 | 2–2 (9–10 ج)                                                                                     | بلاكبيرن روفرز (2)      | سترافورد                                           |
| 19:45                                                                                      | - فورنالس 38' - أنطونيو 78' | تقرير                                                                                            | - فيل 6' - بريريتون 88' | الملعب: ملعب لندن الحضور: 40534 الحكم: توماس برامل |
|                                                                                            | ركلات الجزاء                |                                                                                                  |                         |                                                    |
| - بن رحمة - بوين - سكاماكا - أنطونيو - لانزيني - جونسون - كريسويل - داونز - أكرد - أوغبونا |                             | - بريريتون - هيم - دولان - جون باكلى - سزموديكس - ادوين - رانكين كوستيلو - كارتر - هيرست - جاريث |                         |                                                    |

| 9 نوفمبر 2022 | نوتينغهام فورست (1)      | 2–0   | توتنهام (1) | نوتنغهام                                            |
| 19:45         | - لودي 50' - لينغارد 57' | تقرير |             | الملعب: سيتي غراوند الحضور: 28384 الحكم: بيتر بانكس |

| 9 نوفمبر 2022                                        | نيوكاسل يونايتد (1) | 0–0 (3–2 ج)                                   | كريستال بالاس (1) | نيوكاسل أبون تاين                                       |
| 19:45                                                |                     | تقرير                                         |                   | الملعب: سانت جيمس بارك الحضور: 51660 الحكم: غراهام سكوت |
|                                                      | ركلات الجزاء        |                                               |                   |                                                         |
| - وود - تريبير - جويلينتون - بوتمان - برونو كيمارايس |                     | - ميليفويفيتش - هيوز - وارد - ماتيتا - إيبيوي |                   |                                                         |

| 9 نوفمبر 2022                                                       | ساوثهامبتون (1)    | 1–1 (6–5 ج)                                        | شيفيلد وينزداي (3) | ساوثهامبتون                         |
| 19:45                                                               | - وارد-براوس 45+2' | تقرير                                              | - وينداس 24'       | الملعب: ساينت ماري الحكم: جون بروكس |
|                                                                     | ركلات الجزاء       |                                                    |                    |                                     |
| - وارد-براوس - اليونسي - ديالو - مايتلاند نيلز - أرمسترونغ - والكوت |                    | - سميث - بانان - جونسون - فولكس - غريغوري - ايورفا |                    |                                     |

| 9 نوفمبر 2022 | أرسنال (1)    | 1–3   | برايتون (1)                                 | هولوواي                                               |
| 19:45         | - نيكيتاه 20' | تقرير | - ويلبيك 27' (ج.) - ميتوما 58' - لامبتي 71' | الملعب: ملعب الإمارات الحضور: 59233 الحكم: جاريد جليت |

| 9 نوفمبر 2022 | وولفرهامبتون (1) | 1–0   | ليدز يونايتد (1) | ولفرهامبتن                                         |
| 19:45         | - تراوري 85'     | تقرير |                  | الملعب: مولينيو الحضور: 24246 الحكم: أندريه مارينر |

| 9 نوفمبر 2022                                   | ليفربول (1)  | 0–0 (3–2 ج)                                    | ديربي كاونتي (3) | ليفربول                                           |
| 20:00                                           |              | تقرير                                          |                  | الملعب: انفيلد الحضور: 52608 الحكم: توني هارنغتون |
|                                                 | ركلات الجزاء |                                                |                  |                                                   |
| - بايتيتش - تشامبرلين - فيرمينو - نونيز - إليوت |              | - ماكغولدريك - هوريان - فورسيث - سيبلي - دوبين |                  |                                                   |

| 9 نوفمبر 2022 | مانشستر سيتي (1)         | 2–0   | تشيلسي (1) | مانشستر                                      |
| 20:00         | - محرز 53' - ألفاريز 58' | تقرير |            | الملعب: ملعب مدينة مانشستر الحكم: سيمون هوبر |

| 10 نوفمبر 2022 | مانشستر يونايتد (1)                                           | 4–2   | أستون فيلا (1)                   | مانشستر                                             |
| 20:00          | - مارسيال 49' - راشفورد 67' - فيرنانديز 78' - ماكتوميني 90+1' | تقرير | - واتكينز 48' - دالوت 61' (ه.ذ.) | الملعب: أولد ترافورد الحضور: 72512 الحكم: ديفيد كوت |

## الجولة الرابعة
شارك 16 فريقًا في الجولة الرابعة. غيلينغهام الذي يلعب في دوري الدرجة الثانية هو أقل المشاركين ترتيبًا. أقيمت القرعة التي أجراها بيتر شمايكل وديون دبلن بعد مباراة مانشستر يونايتد وأستون فيلا مباشرة على ملعب أولد ترافورد يوم 10 نوفمبر 2022. أقيمت هذة الجولة في ديسمبر 2022 بعد استئناف المباريات بعد نهائي كأس العالم.
| ديسمبر 20 2022 | وولفرهامبتون (1)                    | 2–0   | غيلينغهام (4) | ولفرهامبتن                                          |
| 19:45          | - 77' (ج.) خيمينيز - 90+1' آيت نوري | تقرير |               | الملعب: مولينيو الحضور: 26943 الحكم: مايكل سالزبيري |

| ديسمبر 20 2022 | ساوثهامبتون (1)  | 2–1   | لينكولن سيتي (3)   | ساوثهامبتون                                              |
| 19:45          | - 25'، 74' آدامز | تقرير | - 2' (ه.ذ.) بازونو | الملعب: ملعب ساينت ماري الحضور: 17385 الحكم: جاريد جيليت |

| ديسمبر 21 2022 | بلاكبيرن روفرز (2) | 1–4   | نوتينغهام فورست (1)                                 | بلاكبرن                                            |
| 19:45          | - 44' وارتون       | تقرير | - 13' (ج.)، 90+2' جونسون - 53' لينغارد - 79' أيونيي | الملعب: إيوود بارك الحضور: 15138 الحكم: روبرت جونز |

| ديسمبر 20 2022 | نيوكاسل يونايتد (1) | 1–0   | بورنموث (1) | نيوكاسل أبون تاين                                     |
| 19:45          | - 67' (ه.ذ.) سميث   | تقرير |             | الملعب: سانت جيمس بارك الحضور: 51579 الحكم: جون بروكس |

| ديسمبر 21 2022 | مانشستر يونايتد (1)        | 2–0   | بيرنلي (2) | ترافورد                                                    |
| 20:00          | - 27' إريكسن - 57' راشفورد | تقرير |            | الملعب: ملعب أولد ترافورد الحضور: 62062 الحكم: غراهام سكوت |

| ديسمبر 20 2022 | ميلتون كينز دونز (3) | 0–3   | ليستر سيتي (1)                         | ميلتون كينز                                            |
| 19:45          |                      | تقرير | - 18' تيليمانس - 29' بيريز - 50' فاردي | الملعب: ملعب ميلتون الحضور: 15495 الحكم: أندريه مارينر |

| ديسمبر 21 2022                                                  | تشارلتون (3) | 0–0 (4–3 ج)                                                 | برايتون (1) | شارلتون (جنوب شرق لندن)                           |
| 19:45                                                           |              | تقرير                                                       |             | الملعب: ذا فيلي الحضور: 17464 الحكم: توماس برامال |
|                                                                 | ركلات الجزاء |                                                             |             |                                                   |
| - ستوكلي - كاسكي - دوبسون - راكساكي - بلاكيت - سيسيغنون - لافيل |              | - غروس - تروسار - فيرجسون - دانك - مارتش - لامبتي - كايسيدو |             |                                                   |

| 22 ديسمبر 2022 | مانشستر سيتي (1)                  | 3–2   | ليفربول (1)               | مانشستر                                     |
| 20:00          | - 10' هالاند - 47' محرز - 58' أكي | تقرير | - 20' كارفاليو - 48' صلاح | الملعب: ملعب مدينة مانشستر الحكم: ديفيد كوت |

## ربع النهائي
شارك 8 فرق في الدور ربع النهائي. تشارلتون الذي يلعب في دوري الدرجة الأولى هو أقل الفرق المشاركة ترتيبًا وهو الفريق الوحيد من خارج فرق الدوري الممتاز. أقيمت المباريات ايام 10 و 11 يناير 2023
| 10 يناير 2023 | مانشستر يونايتد (1)               | 3–0   | تشارلتون (3) | ترافورد                                                    |
| 20:00 GMT     | - أنتوني 21' - راشفورد 90'، 90+4' | تقرير |              | الملعب: ملعب أولد ترافورد الحضور: 74345 الحكم: جاريد جيليت |

| 11 يناير 2023                            | نوتينغهام فورست (1) | 1–1 (4–3 ج)                              | وولفرهامبتون (1) | نوتنغهام                                             |
| 19:45 GMT                                | - بولي 18'          | تقرير                                    | - خيمينيز 64'    | الملعب: سيتي غراوند الحضور: 28656 الحكم: غراهام سكوت |
|                                          | ركلات الجزاء        |                                          |                  |                                                      |
| - سوريدج - فرويلر - ورال - وايت - كولباك |                     | - نيفيز - بودينسي - نونيز - كونيا - هودج |                  |                                                      |

| 10 يناير 2023 | نيوكاسل يونايتد (1)        | 2–0   | ليستر سيتي (1) | نيوكاسل أبون تاين                                         |
| 20:00 GMT     | - بورن 60' - جويلينتون 72' | تقرير |                | الملعب: سانت جيمس بارك الحضور: 52009 الحكم: دارين إنجلاند |

| 11 يناير 2023 | ساوثهامبتون (1)          | 2–0   | مانشستر سيتي (1) | ساوثهامبتون                                        |
| 20:00 GMT     | - مارا 23' - دجينيبو 28' | تقرير |                  | الملعب: ساينت ماري الحضور: 22996 الحكم: بيتر بانكس |

## نصف النهائي
4 فرق شاركت في نصف النهائي جميعها من فرق الدوري الممتاز.

### ملخص
| الفريق الأول    | إجم. | الفريق الثاني   | مباراة الذهاب | مباراة الإياب |
| --------------- | ---- | --------------- | ------------- | ------------- |
| نوتينغهام فورست | 0–5  | مانشستر يونايتد | 0–3           | 0–2           |
| ساوثهامبتون     | 1–3  | نيوكاسل يونايتد | 0–1           | 1–2           |

| نوتينغهام فورست (1) | 0–3   | مانشستر يونايتد (1)                    |
| ------------------- | ----- | -------------------------------------- |
|                     | تقرير | - راشفورد 6' - فيغورست 45' - برونو 89' |

| مانشستر يونايتد (1)      | 2–0   | نوتينغهام فورست (1) |
| ------------------------ | ----- | ------------------- |
| - مارسيال 73' - فريد 76' | تقرير |                     |

مانشستر يونايتد فاز 5–0 في مجموع المبارتين.
| ساوثهامبتون (1) | 0–1   | نيوكاسل يونايتد (1) |
| --------------- | ----- | ------------------- |
|                 | تقرير | - جويلينتون 73'     |

| نيوكاسل يونايتد (1) | 2–1   | ساوثهامبتون (1) |
| ------------------- | ----- | --------------- |
| - لونجستاف 5'، 21'  | تقرير | - آدامز 29'     |

نيوكاسل ينوايتد فاز 3–1 في مجموع المبارتين.

## النهائي
| مانشستر يونايتد              | 2–0   | نيوكاسل يونايتد |
| ---------------------------- | ----- | --------------- |
| - كاسيميرو 33' - راشفورد 39' | تقرير |                 |

## قائمة الهدافين
| # | اللاعب         | النادي          | الأهداف |
| - | -------------- | --------------- | ------- |
| 1 | ماركوس راشفورد | مانشستر يونايتد | 6       |
| 2 | تشي آدامز      | ساوثهامبتون     | 5       |
| 3 | رونان كوريتس   | بورتسموث        | 3       |
| 3 | اندي كوك       | برادفورد سيتي   | 3       |
| 3 | تومي كونواي    | بريستول سيتي    | 3       |
| 3 | جيمي فاردي     | ليستر سيتي      | 3       |
| 3 | راؤول خيمينيز  | وولفرهامبتون    | 3       |